# 选拔性考试

## 词条概念
以选拔为目的是考试。通常是以考试为方式的选拔性质的活动，通过考生的成绩排名顺序，按照选拔标准选择特定排名区间或分数段的考生。

## 分类
选拔性考试一般分为两种：一种以考生最后各科目的总成绩为标准进行排名并筛选；一种以考生某一科目或部分科目的成绩情况进行特殊目的的筛选。

## 分类举例
普通高等学校招生全国统一考试，即普通高考，就是根据考生各科的总成绩评价考生，将其总成绩排名后，选取一定比例的考生。
高等学校的专业性质的奖学金审核则根据学生某一门或某几门科目的成绩排名来选拔有资格的学生。